# San Miguel (Cotopaxi)
San Miguel (o San Miguel de Salcedo, o Salcedo) è una parrocchia urbana dell'Ecuador, capoluogo del cantone di Salcedo, nella provincia del Cotopaxi.